# Chionothremma
Chionothremma es un género de polillas de la tribu Archipini.

## Especies
- Chionothremma auriflua
- Chionothremma auripes
- Chionothremma caelestis
- Chionothremma capnoptera
- Chionothremma carbonifera
- Chionothremma citricaput
- Chionothremma combusta
- Chionothremma euxantha
- Chionothremma ferratilis
- Chionothremma gracilis
- Chionothremma marginata
- Chionothremma martyranthes
- Chionothremma melanoleuca
- Chionothremma mesoxantha
- Chionothremma mutans
- Chionothremma nebulicola
- Chionothremma nigrangula
- Chionothremma niphadea
- Chionothremma nivisperennis
- Chionothremma obscura
- Chionothremma ocellata
- Chionothremma ochricauda
- Chionothremma pallescens
- Chionothremma placida
- Chionothremma plicata
- Chionothremma pythia
- Chionothremma sanguens
- Chionothremma soligena
- Chionothremma spectabilis